# Космодемьянское (усадьба)
Космодемьянское — загородная усадьба Патрикеевых. Ныне в черте Москвы в Левобережном районе, рядом с внутренней стороной МКАД, по адресу Правобережная улица, дом № 6А.

## История
- Правобережная улица, д. № 6а, строение 1 — Главный дом усадьбы Патрикеевых в Космодемьянском (Белые Столбы), внесён в Красную книгу Архнадзора (электронный каталог объектов недвижимого культурного наследия Москвы, находящихся под угрозой), номинация — запустение[1]

- В начале XX века владельцем усадьбы был член Московской городской думы Сергей Павлович Патрикеев. В 1905 году господский дом сгорел, и в 1907 году на его месте по проекту Фёдора Шехтеля было построено новое здание в стиле модерн. Патрикеев хотел открыть в этом особняке загородный ресторан, однако из-за близости к церкви Святейший Синод не дал на это разрешение. В годы Первой мировой войны в Главном доме усадьбы Патрикеевых был организован госпиталь, а после Октябрьской революции там был устроен санаторий «Химки» для красноармейцев[2].

- В 1918 и 1920 годах этот санаторий посещал В. И. Ленин. Село Космодемьянское утратило статус населённого пункта, в 1920-х годах оно относилось к посёлку Химки Ульяновской волости[3]. В документах того времени встречается второе название населённого пункта — село Зотово. После смерти Н. В. Зотова село перешло к его вдове Анне Логиновне, вскоре вышедшей замуж за кабинет-секретаря Иоганна Христиана Эйхлера[4].

- В 1937 году рядом с Космодемьянским прошёл Канал имени Москвы, из-за чего поднялся уровень воды в Химке. В 1940 году церковь была закрыта, и службы возобновились там только в середине 1990-х годов. В 1960 году село Космодемьянское оказалась в черте города Москвы[2].

## Использование

### Современность
До 2017 года в Главном Доме усадьбы Патрикеевых размещалась Клязьминская участковая больница ГБУЗ Московской области. По состоянию на ноябрь 2017 года лечебное учреждение выведено по распоряжению губернатора Московской области Воробьева, усадьба пустует и ветшает. Журналист и координатор «Архнадзора» Андрей Новичков впервые показал неудовлетворительное состояние памятника федерального значения, в том числе, многочисленные протечки и следы от возгораний. В 2018 году право собственности регионального значения оформлено Администрацией городского округа Химки.

## Архитектура
В 1907 году по проекту Фёдора Шехтеля было построено здание в стиле модерн.
Главный дом усадьбы – яркий образец стиля модерн. Усложнённый план, шлемовидные купола башен и щипцы в завершении стен придают зданию образ замка. Отделка интерьеров включает прекрасный керамический камин, парадную лестницу с витражом, разнообразно оформленные потолки и своды.

## Интересные факты
- Больница послужила прообразом клиники профессора Стравинского из «Мастера и Маргариты»[8].
- Космодемьянское находится в 160 метрах от Химкинского моста.